# Brigitte Jäger-Dabek
Brigitte Jäger-Dabek (* 1952 in Stade) ist eine deutsche Schriftstellerin.

## Leben
Brigitte Jäger-Dabek wuchs in ihrer Heimatstadt auf. Bereits in jungen Jahren nahm sie an zahlreichen Reisen durch Europa und den Nahen Osten teil und verbrachte den Sommer 1968 als Austauschschülerin in Frankreich. Nach dem Abitur studierte sie Islam- und Politikwissenschaft an der Universität Hamburg. Im Anschluss daran absolvierte sie aus familiären Gründen eine Ausbildung zur Optikermeisterin, um den Betrieb des Vaters leiten zu können.
Ab Mitte der 1970er Jahre unternahm Brigitte Jäger-Dabek mehrere Reisen nach Polen, wo sie schließlich auch ihren Ehemann kennenlernte, mit dem sie seit 1984 verheiratet ist. In dieser Zeit begann sie erste Reiseartikel über das Land zu veröffentlichen. Seit Ende der 1990er Jahre konzentrierte sie sich schließlich ganz auf die schriftstellerische Arbeit und ist seitdem hauptberuflich als freie Journalistin tätig.

## Werke (Auswahl)
- Polen. Ein Länderporträt, 3. akt. Aufl., Berlin 2012, ISBN 3-86153-701-X.
- Polnische Gesellschaft. Darstellungen und Materialien für den Unterricht. mit Matthias Kneip, Matthias Mack u. a., Berlin 2011, ISBN 3-06-064113-7.
- Fettnäpfchenführer Ägypten. Wie man das Land der Pharaonen verstehen lernt, Meerbusch 2011, ISBN 3-934918-59-X.
- Polens Ostseeküste und Masuren. Tipps für individuelle Entdecker, 5. Aufl., Dormagen 2010, ISBN 3-86197-001-5.
- Reisegast in Polen. Fremde Kulturen verstehen und erleben, Dormagen 2007, ISBN 3-933041-30-9.
- Unterelbe. Ein Reise- und Lesebuch für das Land am Strom, Bremen 2006, ISBN 3-86108-915-7.